# 시즈오카현 제7구
시즈오카현 제7구(静岡県 第7区)는 일본의 중의원 선거구이다.

## 지역
- 하마마쓰시
  - 주오구 (하마마쓰시) 일부
  - 하마나구
  - 덴류구
- 고사이시